# Čelik
Çelik en albanais et Čelik en serbe latin (en serbe cyrillique : Челик) est une localité du Kosovo située dans la commune/municipalité de Gjilan/Gnjilane, district de Gjilan/Gnjilane (Kosovo) ou district de Kosovo-Pomoravlje (Serbie). Selon le recensement kosovar de 2011, elle compte 87 habitants, tous albanais.

## Démographie

### Évolution historique de la population dans la localité
| 1948 | 1953 | 1961 | 1971 | 1981 | 1991 | 2011 |
| ---- | ---- | ---- | ---- | ---- | ---- | ---- |
| 252  | 248  | 227  | 187  | 135  | 109  | 87   |

|  |